# Mario Bergamaschi
Mario Bergamaschi (ur. 7 stycznia 1929 w Cremie, zm. 18 stycznia 2020) – włoski piłkarz.
W latach 1954–1958 rozegrał 5 meczów w reprezentacji Włoch. Z zespołem AC Milan dwukrotnie zdobył mistrzostwo Włoch (1955, 1957) i jeden raz Puchar Łaciński (1956)